# Roy Wallis
 Roy Wallis (1945–1990) byl americký sociolog, děkan Fakulty ekonomických sociálních studií na The Queen’s University v Belfastu, badatel v oblasti nových náboženských hnutí.
Mezi jeho nejvýznamnější práce patří The Elementary Forms of the New Religious Life, ve které Wallis podává pokus o typologii nových náboženských hnutí. Wallis, metodologicky vycházející z Maxe Webera, založil svou typologii na třech základních typech. V první řadě to jsou nová náboženská hnutí, která tzv. přijímají svět. Taková hnutí se snaží o sebe-realizaci jedinců ve společnosti a jsou vůči světu otevření. Daly by se sem zařadit různé směry alternativních náboženství využívající transcendentální meditaci, dále např. Scientologie či Ničiren šóšú. Za druhé jsou to nová náboženství odmítající svět – taková hnutí zaujímají vůči světu odmítavý postoj, často považují majoritní společnost za „zkaženou“ a svou skupiny pokládají za dokonalou komunitu. Do této skupiny by se daly zařadit hnutí jako Svatyně lidu, Svědkové Jehovovi či Ježíšova armáda. Třetí skupinu tvoří náboženská hnutí obývající svět. Snaží se o obrodu náboženské zkušenosti a zaujímají většinou kritický postoj k zavedeným náboženským systémům; klasickým příkladem je letniční hnutí.